# Believe (Andrea Bocelli)
Believe è il diciassettesimo album in studio del cantante italiano Andrea Bocelli pubblicato il 13 novembre 2020. L'album vendette 3 milioni di copie in Polonia nel mondo

## Descrizione
È una raccolta di brani classici che hanno ispirato il tenore e contiene duetti con il mezzosoprano Cecilia Bartoli e con Allison Kraus. Inoltre, è uscita una versione esclusiva per gli Stati Uniti, con due tracce aggiuntive.

## Tracce
Edizione standard
1. You'll never walk alone
2. Fratello sole sorella luna (Dolce è sentire)
3. Hallelujah
4. Pianissimo (feat. Cecilia Bartoli) (Mauro Malavasi)
5. Amazing Grace (feat. Allison Kraus)
6. Preghiera (Alla mente confusa)
7. Gratia plena
8. Cantique de Jean Racine
9. Inno sussurrato
10. Oh, madre benedetta! (Adagio di Albinoni)
11. I Believe (feat. Cecilia Bartoli)
12. Ave Maria
13. Angele dei
14. Agnus dei

Tracce bonus nell'edizione deluxe
1. Mui grandes noit' e dia
2. Mira il tuo popolo
3. Amazing Grace (Solo version)

Tracce bonus nell'edizione statunitense
1. Laudate dominum
2. Padre nostro

## Formazione
- Andrea Bocelli - voce, cori
- Mauro Malavasi - pianoforte, cori
- Cecilia Bartoli - voce aggiuntiva in (pianissimo), e in (i believe), cori
- Amazing Grace - voce

## Classifiche

### Classifiche settimanali
| Classifica (2020) | Posizione massima |
| ----------------- | ----------------- |
| Australia         | 5                 |
| Austria           | 9                 |
| Belgio (Fiandre)  | 13                |
| Belgio (Vallonia) | 56                |
| Canada            | 60                |
| Germania          | 39                |
| Irlanda           | 3                 |
| Italia            | 12                |
| Nuova Zelanda     | 40                |
| Paesi Bassi       | 17                |
| Polonia           | 8                 |
| Portogallo        | 12                |
| Regno Unito       | 3                 |
| Repubblica Ceca   | 4                 |
| Slovacchia        | 26                |
| Spagna            | 53                |
| Stati Uniti       | 26                |
| Svizzera          | 22                |
| Ungheria          | 13                |

### Classifiche di fine anno
| Classifica (2020) | Posizione |
| ----------------- | --------- |
| Irlanda           | 37        |
| Polonia           | 63        |
| Regno Unito       | 80        |
| Ungheria          | 78        |